# Daïra d'Akbou
La daïra d'Akbou est une circonscription administrative algérienne située dans la wilaya de Béjaïa et la région de Kabylie. Son chef-lieu est situé sur la commune éponyme d'Akbou.
La daïra regroupe les quatre communes d'Akbou, Chellata, Ighram et Tamokra.

## Localisation
| Wilaya de Tizi Ouzou | Ouzellaguen, Seddouk | Seddouk   |
| Wilaya de Tizi Ouzou | daïra d'Akbou        | Seddouk   |
| Tazmalt              | Tazmalt Ighil Ali    | Ighil Ali |